# Bloody Mallory – Die Dämonenjägerin
Bloody Mallory ist eine französisch-spanische Action-Horrorkomödie aus dem Jahr 2002. Unter der Regie von Julien Magnat ist Olivia Bonamy in der Hauptrolle als Dämonenjägerin Mallory zu sehen.

## Inhalt
Ohne es zu wissen, hat Mallory einen Dämon aus der Hölle geheiratet. Dieser will sie in ihrer Hochzeitsnacht der Hölle opfern, doch Mallory tötet ihren Ehemann mit einer Axt. Durch sein Blut und den Ehering bleibt sie aber mit ihm verbunden. Aufgrund des Ereignisses wird Mallory zur Dämonenjägerin. Zusammen mit ihrem Team, der Drag-Queen und Sprengstoffspezialistin Vena Cava, der stummen Telepathin und Gestaltwandlerin Talking Tina und dem Teamleiter Inspektor Durand arbeitet sie im Auftrag der französischen Regierung an der Aufklärung und Bekämpfung paranormaler Phänomene.
In einem Kloster werden Nonnen von Ghulen überfallen und gefangen genommen. Mallorys Team greift ein, um die Nonnen zu befreien. Sie kommen zu spät; im Kampf mit den Monstern wird Durand getötet, Tina fällt in ein Koma. Zur gleichen Zeit wird der neue Papst Hieronymous I. bei einer Ansprache in Paris von mysteriösen, kugelfesten Unbekannten entführt. Mallory bekommt den Auftrag, den Papst zu retten. Sie wird von dem Priester Père Carras und Tina begleitet. Die Fährte führt sie zu einem Dorf, das einige Jahre zuvor spurlos verschwand. Ein Tor führt in eine andere Dimension, in der das Dorf liegt und die Bewohner als gequälte Zombies leben müssen.
Mallory, Tina und der Priester betreten die andere Dimension, kurz darauf folgt ihnen Vena Cava. Gemeinsam schaffen sie es, im Kampf gegen die Vampirin Lady Valentine, den mundlosen Dämon Morphine und ihre Helfer den Papst zu befreien. Es stellt sich jedoch heraus, dass Hieronymus der Dämon Abaddon ist, der in einem Ritual auf die Erde beschworen werden soll, um die Menschheit zu vernichten. Mallorys Team wird überwältigt und gefangen genommen. Doch Mallory bekommt Hilfe von ihrem ehemaligen Ehemann und kann sich befreien.
Das Team bezwingt die gegnerischen Dämonen und dringt zum Ort des Rituals vor. Nachdem Mallory ihre Angst und das Trauma der Tötung ihres Ehemannes überwunden hat, kann sie Abbadon zurück in die Hölle verbannen. Das Dorf taucht wieder in der realen Welt auf und seine Bewohner sind befreit. Père Carras bittet um Aufnahme in das Team der Dämonenjäger und Mallory gibt ihren Ex-Ehemann als Dank für seine Hilfe frei.

## Produktion und Veröffentlichung
Regie führte Julien Magnat. Die Drehbücher schrieben Julien Magnat und Stéphane Kazandjian. Die Produzenten waren Olivier Delbosc, Eric Jehelmann und Marc Missonnier. Die Musik komponierte Kenji Kawai und für die Kameraführung waren Sophie Cadet, Nicolas Duchêne und Richard Mercier verantwortlich. Der Film in Frankreich kam am 17. Juli 2002 raus.

## Kritiken
„Als Trash inszenierte Horror-Persiflage mit einigen Splatter-Effekten und deutlichen Anleihen bei der Kult-Serie ‚Buffy‘. Als Comic-Satire leidlich unterhaltsam.“